# 岡嶋清熊
岡嶋 清熊（おかじま きよくま 1913年（大正2年）12月6日 - 1995年（平成7年）2月24日）は日本の海軍軍人、海上自衛官。海軍兵学校（第63期）卒。最終階級は、海軍で海軍少佐、海自で海将補。

## 経歴
1913年（大正2年）12月6日、熊本県に生まれる。熊本中学を経て1932年（昭和7年）4月、海軍兵学校に第63期生として入校。1936年（昭和11年）3月19日に卒業し海軍少尉候補生としてアメリカ・ニューヨークまでの遠洋航海に出る。終了後、重巡洋艦「足柄」乗組。1937年（昭和12年）4月、海軍少尉任官。同年9月、海軍練習航空隊飛行学生を拝命。同課程終了後、延長教育を受け、以後戦闘機搭乗員としての道を歩む。
1940年（昭和15年）10月15日の空母「蒼龍」分隊長を皮切りに、1941年（昭和16年）4月1日に空母「加賀」同年9月に、空母「大鷹」(一時的な任命)と空母の戦闘機隊の分隊長を歴任したのち、同年9月に航空母艦「飛龍」の戦闘機隊分隊長に任じられたが、このときに九六式艦上戦闘機から零戦に機種変換が行われた。初めて零戦に乗った岡嶋は「九六戦よりも確実にいい」と気に入ったが、終戦まで零戦に乗って戦い続けることとなった。同年12月8日、太平洋戦争が開戦となり、真珠湾攻撃に参加、岡嶋は第4制空隊の6機の零戦を率いて出撃したが、迎撃してくるアメリカ軍機はいなかったので、地上に並んでいたアメリカ軍機を銃撃して数機を炎上させた。
真珠湾攻撃からの帰路で、F4Fワイルドキャットを含むアメリカ海兵隊の抵抗で苦戦中のウェーク島の戦いを支援。岡嶋は飛龍の零戦隊を率いての艦上攻撃機による爆撃の護衛任務を命じられたが、第二航空戦隊司令部が零戦を出し惜しみ、33機の攻撃隊に対して、飛龍と蒼龍から3機ずつのわずか6機の出撃が命じられたので、岡嶋が6機では十分に護衛できない、せめて飛龍から9機出撃すべきと進言したが、ウェーク島のアメリカ軍を甘く見た司令部は岡嶋の申し出を却下した。岡嶋の懸念通り、ウェーク島からは最後に残った2機のF4Fワイルドキャットが迎撃に上がって2機の九七式艦上攻撃機が撃墜されてしまった。岡嶋は2機のF4Fワイルドキャットのうちのカール・デビットソン少尉機を攻撃し命中弾を与え、被弾した同機はその後に田原功三飛曹がとどめを刺した。田原は残るもう1機のハーバート・フロイラー大尉機も撃墜している。
1942年（昭和17年）1月、空母「瑞鶴」戦闘機隊分隊長となり、珊瑚海海戦に従軍、岡嶋が率いる10機の零戦は瑞鶴の直掩任務にあたり、来襲したアメリカ軍艦載機と激しい空中戦を演じて、F4Fワイルドキャット13機、SBDドーントレス5機、TBD デバステイター6機の合計24機を撃墜を報じながら損失は0という完全勝利を挙げて、瑞鶴を守り切っている。岡嶋個人も「翔鶴」に爆弾を命中させたSBDを1機撃墜している。
その後、岩国航空隊教官を経て、1943年（昭和18年）1月に空母「飛鷹」の飛行隊長として前線復帰。しかし、岡嶋が教官を務めている間に戦局は悪化しており、空母艦載機隊を陸上基地に配置して運用するというい号作戦が発令されていた。岡嶋は27機の飛鷹戦闘機隊を率いて、ガダルカナル島、オロ湾、ミルン湾への攻撃に直掩機として参加、26機の敵機撃墜（うち11機不確実）を報じながら7機を失うという損失を被った。その後飛鷹はいったん本土に帰還後、アッツ島の救援作戦のために待機していたが、作戦は中止となり、再度のトラック島進出を命じられ、6月10日に横須賀を出港したが、夕刻、三宅島沖合にてアメリカの潜水艦トリガー(USS Trigger, SS-237)の雷撃に遭って航行不能となった。
大破した飛鷹に替えて空母「龍鳳」がトラック島に進出することとなり、岡嶋ら飛鷹の艦載機隊は龍鳳へ転属となった。1943年（昭和18年）7月、岡嶋は24機の龍鳳戦闘機隊を率いてブインに進出し、ニュージョージア島の戦いに従軍、レンドバ島攻撃などを行ったが、激しい戦闘によりブイン進出後わずか1か月半で30機の撃墜を報じながら半数の戦闘機を失って戦闘力を喪失し、同年9月をもって龍鳳航空隊は解散、現地の第204海軍航空隊に吸収された。岡嶋は204空の飛行隊長に任命されたが、出撃する間もなく着陸時の事故で重傷を負い、内地に帰還させられて2ヶ月あまりの自宅療養となった。残された204空はブインより連日、進攻や迎撃を重ねたが戦力の消耗激しく、10月上旬にラバウルに後退、ここで、連日来襲するアメリカ軍の戦爆連合の大編隊相手に激しい戦闘を繰り広げている。傷が癒えた岡嶋は、同年12月厚木海軍航空隊飛行隊長に任命。1944年（昭和19年）2月、同隊が第203海軍航空隊に改称。同年4月、戦闘303飛行隊長に任命。
203空は主力を美幌基地におき、アリューシャン列島からのアメリカ軍の侵攻に備えていた。1944年（昭和19年）9月2日にアメリカ軍機動部隊の本土来襲に備えて、岡嶋が率いる50機が百里基地に派遣されたが、9月14日には美幌に帰還している。帰還後間もない9月18日に、今度は戦闘303の27機にT攻撃部隊への編入命令が出されて、岡嶋らは10月12日からの台湾沖航空戦に参加し、そのまま、沖縄、台湾を経由してルソン島に進出、その後203空本隊もルソンで合流しレイテ島に侵攻してきたアメリカ軍を迎え撃って連日激しい戦いを繰り広げた。
10月末、フィリピンで神風特攻隊が開始。201空の角田和男によれば、岡嶋は特攻に反対で、全員引き連れて内地に帰ると言っており、「特攻は邪道である。内地に帰り再編成の上、正々堂々と決戦をすべきである。203空からは一機の特攻も出させぬ」と頑張り、士官室で全員特攻を唱える201空飛行長の中島正少佐と激論を交わしたという。もっとも、岡嶋の戦闘303からも特攻隊員を出しており、戦闘303の搭乗員であった安部正治一飛曹によれば、10月29日、搭乗員三十数名を二列に整列させ、岡嶋が志願者を募ると全員が手をあげたので、岡嶋が選抜し、翌日甲飛10期生3名に決定を言い渡した。ただし、岡嶋の考えは特攻には反対で、戦闘機乗りは敵機撃墜が本来の任務であり、その体質をまもり、やりとげたく、勝利の道はそこから入るとかたく信じていたようであるともいう。203空は特攻と連日の激戦で消耗し壊滅、岡嶋ら戦闘303は内地に撤退した。

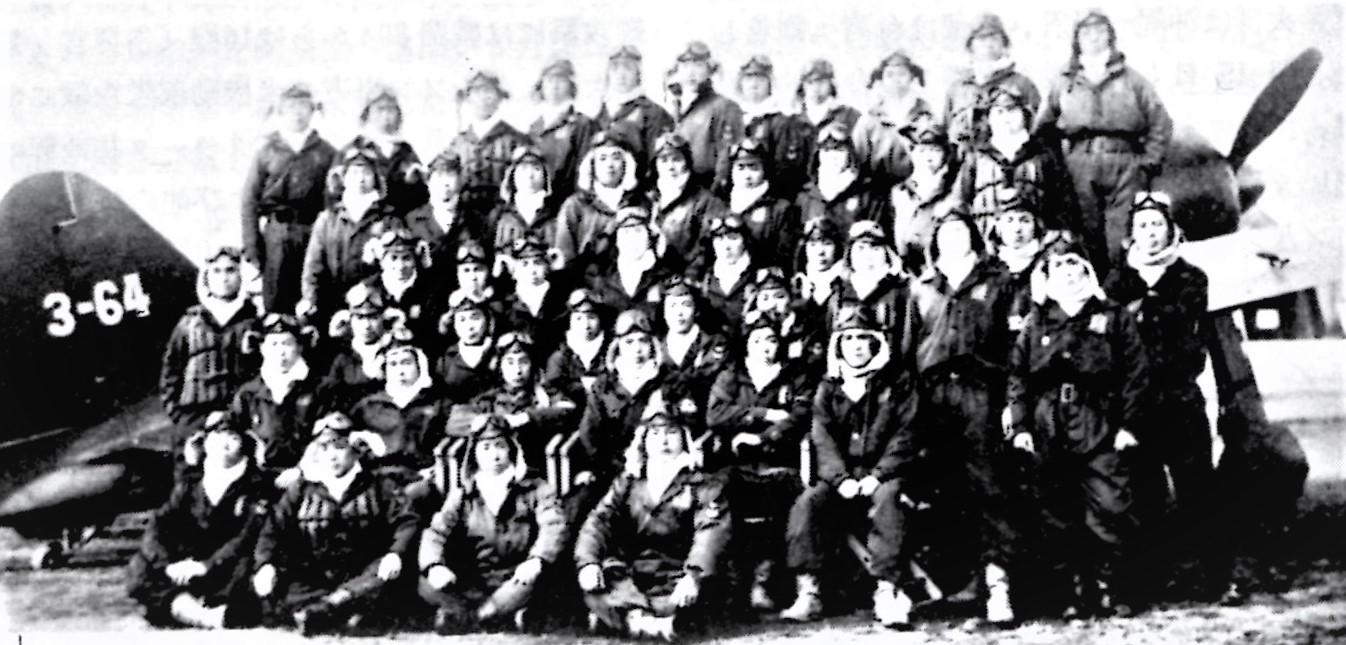
1945年初め、笠ノ原航空基地での戦闘303飛行隊の集合写真、前から2列目右から4人目が岡嶋

フィリピンを制圧したアメリカ軍は硫黄島の戦いで硫黄島も占領すると、次に計画している沖縄戦に先立って日本軍の抵抗力を弱体化させるため、九州地方の航空基地に攻撃をかけてきた。それを宇垣纒中将が指揮する第五航空艦隊が迎撃し、激しい海空戦が繰り広げられた。3月18日に開始されたこの九州沖航空戦で、日本軍は特攻機を含む猛攻でアメリカ軍の空母フランクリンとワスプを大破、エセックスを中破するなどの戦果を挙げたが、一方で再編された203空は連日の空戦で再び激しい消耗に見舞われ、3月18日-19日の2日間で12機の敵機撃墜を報じたが、自らも11機を失った。岡嶋は3月18日に出撃したが、機銃が故障で発射できなかったため、列機となって随伴していた安部正治一飛曹機と宮崎県都井岬上空に一旦待避した。しかし、2機のF4Uコルセアが岡嶋らを発見、2対2の格闘戦となり、安部機をF4Uコルセアが捉えようとするたびに岡嶋は攻撃をするふりをして追い払い、最後はF4Uコルセアは諦めて帰還したため、岡嶋は故障した機銃で見事に自機と安部機を守りきった。
3月21日には神雷部隊が特攻兵器桜花（一式陸上攻撃機に搭載）を初出撃させることとなり、岡嶋は制空隊として戦闘303の23機の零戦を率いて桜花の護衛にあたっている。しかし、故障により12機が引き返すこととなり、岡嶋が率いる零戦はわずか11機となってしまったのち、神雷部隊の306飛行隊、307飛行隊の直掩の零戦21機（こちらも32機中11機が故障で引き返していた）と合流した。しかし、岡嶋ら戦闘303と、721空の306飛行隊、307飛行隊との間には全く連携はなく、306飛行隊でこの日出撃した野口剛によれば、最後まで岡嶋ら戦闘303が合流していたことに気が付かなかったという。
零戦隊は2層になって桜花隊の右後方上空に位置を取った。日本軍編隊がアメリカ軍機動部隊の60マイルまで達したとき、レーダーで誘導されたアメリカ軍の軽空母ベローウッド所属の戦闘機隊F6Fヘルキャット合計8機が、最上層の岡嶋ら制空隊の600m上空に到達し、急降下で零戦隊を攻撃してきた。不意をつかれた零戦隊は次々と被弾し、特に岡嶋らの600m下層を飛行していた306飛行隊の損害が大きく次々と撃墜された。ベローウッド隊はそのまま一式陸上攻撃機の攻撃に向かったが、初弾を免れた岡嶋ら戦闘303が急降下し、攻撃直前のF6F2機に襲いかかり、一時は、ベローウッド隊2機対戦闘303の零戦11機の空戦となっていたが、それでも岡嶋ら戦闘303はたった2機のF6Fに翻弄されて苦戦を強いられ、ほかのF6Fが一式陸上攻撃機を攻撃するのを防げなかった。まもなくホーネットの戦闘機隊F6F8機が到着し空戦に加わった。711空の306飛行隊、307飛行隊の零戦の生き残りは、ベローウッド隊との空戦に参加せず引き続き桜花隊を護衛していたが、ホーネット隊の増援が到着したのを見ると要撃のため散開してしまい、一式陸上攻撃機は無防備にベローウッド隊とホーネット隊の攻撃に晒されてしまうことになった。ベローウッド隊からは零戦隊が数的に優位にもかかわらず、あたかも一式陸上攻撃機を見捨てて置き去りにしたように見えたという。
桜花隊を率いていた指揮官の野中五郎少佐は、援護機が離脱していくのを見ると、作戦続行は不可能と判断し、母機の一式陸上攻撃機全機に作戦中止を命じた。このとき野中は、かねてから懸念していた通り、零戦隊が援護としての用を成さず、野中らを置き去りにしたことに憤慨していたという推測もある。野中の指示により、一式陸上攻撃機全機は急速に降下しながら180度左旋回し全速で戦場からの脱出をはかったが、ここで、一時は一式陸上攻撃機から離れた306飛行隊、307飛行隊であったが、常々「腕で神雷（桜花）を守れなかったら、身をもって護れ」と叩きこまれ、出撃時にも再度徹底されていたので、数機の零戦が一式陸上攻撃機に続いている。
しかし、桜花を搭載したままで速度と運動性が著しく低下していた一式陸上攻撃機は、回避もままならず次々と撃墜されていった。最後は桜花を投棄して脱出を図ったが、わずか10分で全機が撃墜され、岡嶋ら零戦隊は桜花隊の護衛に失敗した。岡嶋ら制空と直掩の零戦隊は数的に優位であったのにもかかわらず、アメリカ軍のレーダー管制による奇襲攻撃と、零戦隊の航空隊間の連携不足もあって一方的な戦闘となり、18機の桜花を搭載した一式陸上攻撃機は全滅、721空の306飛行隊、307飛行隊の零戦は、技量も性能も勝るアメリカ軍戦闘機と激しく戦ったが、10機もの未帰還機を出した。一方で、岡嶋は乗機が故障して喜界島に不時着したが、戦闘303は岡嶋を含む3機が不時着しただけで未帰還機はなかった。アメリカ軍の未帰還機はわずかF6F1機であった。
桜花を守りきれなかった岡嶋だったが、この後の笠ノ原基地上空の邀撃戦では、単機で侵入してきたF6Fと一対一の空戦となり、酸素ボンベに機銃弾を撃ち込んで爆発させて撃墜、その後に新たに現れたF6Fも巧みにかわして生還している。
その後は沖縄戦に参加。この頃、戦闘303に着任した土方敏夫によれば、岡嶋は「戦闘機乗りというものは最後の最後まで敵と戦い、これを撃ち落として帰ってくるのが本来の使命、敵と戦うのが戦闘機乗りの本望なのであって、爆弾抱いて突っ込むなどという戦法は邪道だ」という信念の持ち主であり、あの時分、上層部からは国賊とさえ呼ばれていたという。岡嶋が率いた戦闘303は連日の激戦で、沖縄戦中に89名の戦闘機搭乗員のうち38名を失ない戦死率は43％にも上った。これは特攻隊として編成された第二〇五海軍航空隊の103名の特攻隊員中戦死者35名（戦死率34％）と比較すると、皮肉なことに通常任務に従事した戦闘303の戦死率の方が高くなっている。
岡嶋は零戦の運動性を重視しており、戦闘303においては、零戦の重武装、重装甲型となった52丙型を、軽量化のため、わざわざ主翼の三式十三粍固定機銃と、座席後ろの防弾装甲板を取り外す独自の改造を行っていた。また、隊員が失敗すると、拳銃を空にぶっ放して叱責する厳しさであったが、戦闘303の搭乗員たちは岡嶋を非常に慕っており、自らを「岡嶋戦闘機隊」と名乗っていた。
1945年（昭和20年）7月に第五十三航空戦隊参謀に異動し、開戦後初めて第一線から離れることとなったが、その後まもなくの8月15日に終戦。戦後は農業を営んだが、1953年（昭和28年）10月2日、警備隊に入隊。1954年（昭和29年）7月1日、警備隊が海上自衛隊に改組。海自では主に航空隊等で勤務したのち、防衛大学校海上防衛学教室教授、第4航空群司令を務め、1966年（昭和41年）7月に海将補で退官。退官後は、細谷火工株式会社に入社している。
退職後は庭で放し飼いにしていたウサギをとても可愛がっており、またウサギも岡嶋によくなれて、名前を呼ぶだけで近付いてきたという。晩年には、昔の記憶もさだかではなくなっていたが、それでも海軍時代の記憶だけは鮮明で、作家の渡辺洋二の取材では「参謀が特攻の話をしたときです。わたしは拳銃を握っていた。『この野郎、ぶち殺してやろう』と思いました。戦死を拒みはしないが、搭乗員を虫けらのように言うのがたまりません。その男は特攻に出ないのに」と語っている。

## 年譜
- 1936年（昭和11年）3月19日：海軍兵学校卒業（第63期）、海軍少尉候補生。遠洋航海終了後、重巡洋艦「足柄」乗組
- 1937年（昭和12年）
  - 4月：海軍少尉任官
  - 7月28日：駆逐艦「望月」乗組[39]
  - 9月20日：海軍練習航空隊飛行学生[40]
- 1938年（昭和13年）
  - 5月3日：佐伯海軍航空隊附[41]
  - 10月20日：兼補大村海軍航空隊附[42]
  - 11月1日：第十二航空隊附[43]
  - 11月15日：海軍中尉に進級[44]
- 1939年（昭和14年）11月1日：筑波海軍航空隊附兼教官[45]
- 1940年（昭和15年）
  - 6月29日：大分海軍航空隊附[46]
  - 10月15日：空母「蒼龍」分隊長[47]
  - 11月15日：海軍大尉に進級[48]
- 1941年（昭和16年）
  - 4月1日：空母「加賀」分隊長[49]
  - 9月5日：「春日丸」分隊長[50]
  - 11月10日：空母「飛龍」分隊長[51]
- 1942年（昭和17年）
  - 1月5日：空母「瑞鶴」分隊長[52]
  - 6月25日：「瑞鶴」飛行隊長兼分隊長[53]
  - 7月25日：岩国海軍航空隊分隊長兼教官[54]
  - 9月20日：岩国海軍航空隊飛行隊長兼分隊長教官海軍兵学校教官[55]
  - 12月1日：兼補海軍機関学校教官[56]
- 1943年（昭和18年）
  - 1月18日：空母「飛鷹」飛行隊長[57]
  - 7月15日：空母「龍鳳」飛行隊長[58]
  - 9月1日：第二〇四海軍航空隊飛行隊長兼分隊長[59]
  - 9月21日：横須賀鎮守府附[60]
  - 12月5日：厚木海軍航空隊飛行隊長[61]
- 1944年（昭和19年）
  - 4月1日：戦闘第三〇三飛行隊長[62]
  - 5月1日：海軍少佐に進級[63]
  - 11月30日：兼補戦闘第三〇三飛行隊分隊長[64]
- 1945年（昭和20年）
  - 1月9日：免兼職[65]
  - 6月7日：第二〇三海軍航空隊附[66]
  - 7月15日：第五十三航空戦隊参謀[67]
  - 10月10日：予備役に編入[68]
- 1953年（昭和28年）
  - 10月2日：保安庁警備隊に入隊（3等警備正）[69]
  - 12月：警備船「つげ」船長
- 1954年（昭和29年）8月1日：2等海佐に昇任
- 1960年（昭和35年）8月1日：1等海佐に昇任
- 1962年（昭和37年）4月1日：防衛大学校教授
- 1964年（昭和39年）
  - 5月1日：教育航空集団司令部付
  - 12月16日：第4航空群司令
- 1965年（昭和40年）11月16日：自衛艦隊司令部付
- 1966年（昭和41年）
  - 5月16日：海上自衛隊東京業務隊付
  - 7月1日：退官（海将補に特別昇任）
- 1986年（昭和61年）4月29日：勲五等双光旭日章受章[70]
- 1995年（平成07年）2月24日：逝去。叙・正五位[71]